# Gržeča vas
Gržeča vas je naselje v Občini Krško.